# Blå vanda
Blå vanda (Vanda coerulea) är en orkidéart som beskrevs av William Griffiths och John Lindley. Blå vanda ingår i släktet Vanda och familjen orkidéer. Inga underarter finns listade i Catalogue of Life.

## Bildgalleri

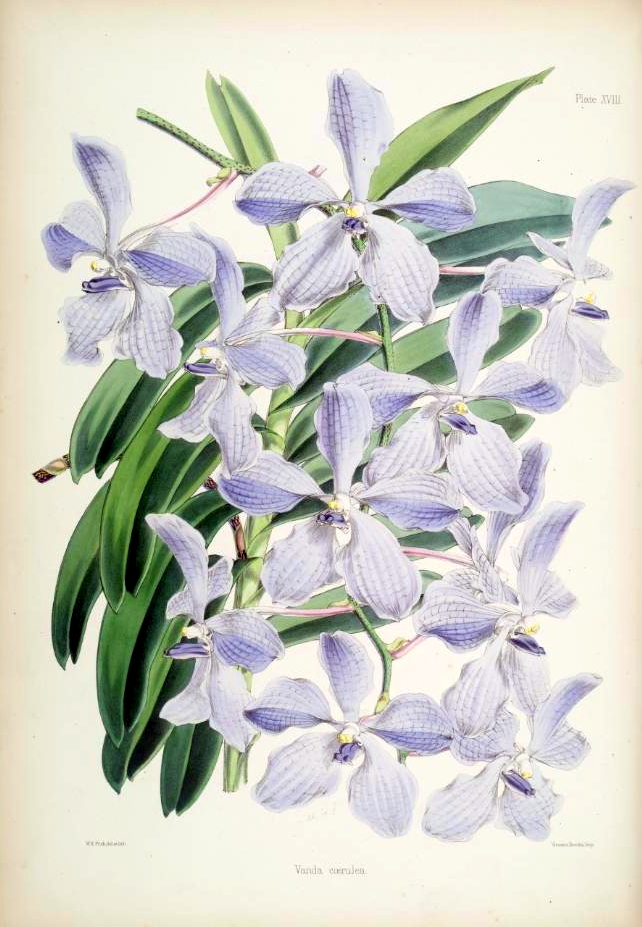
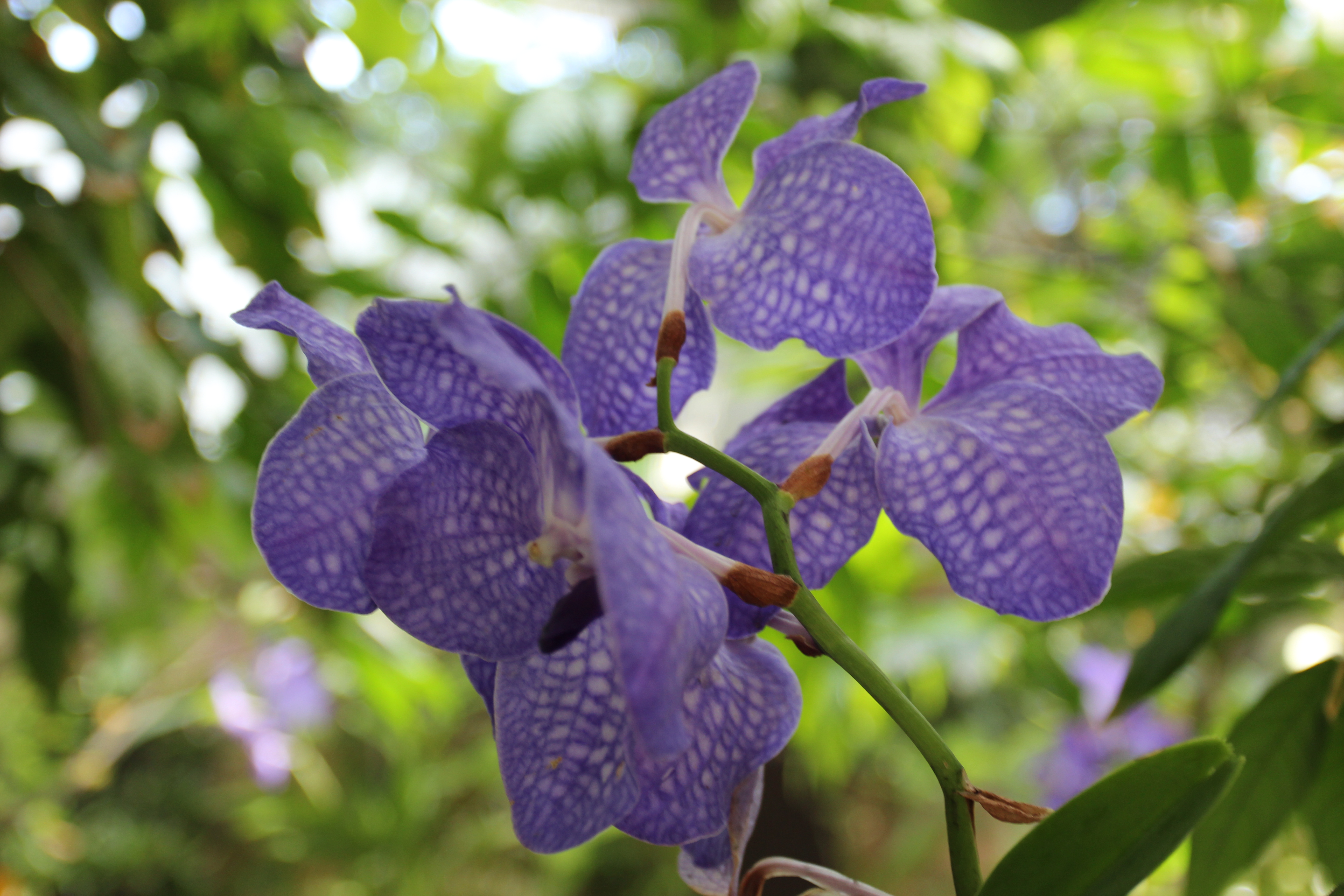
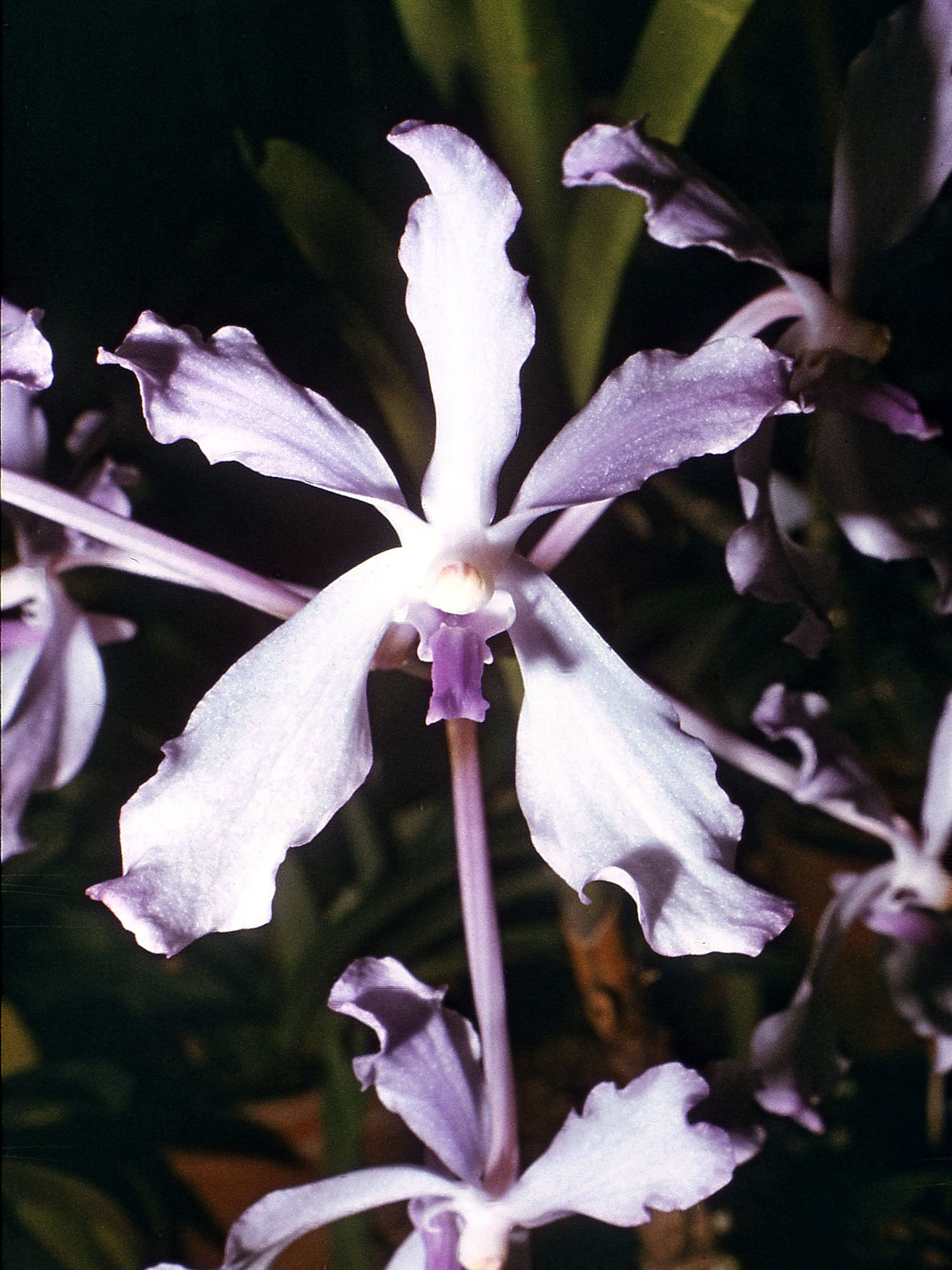
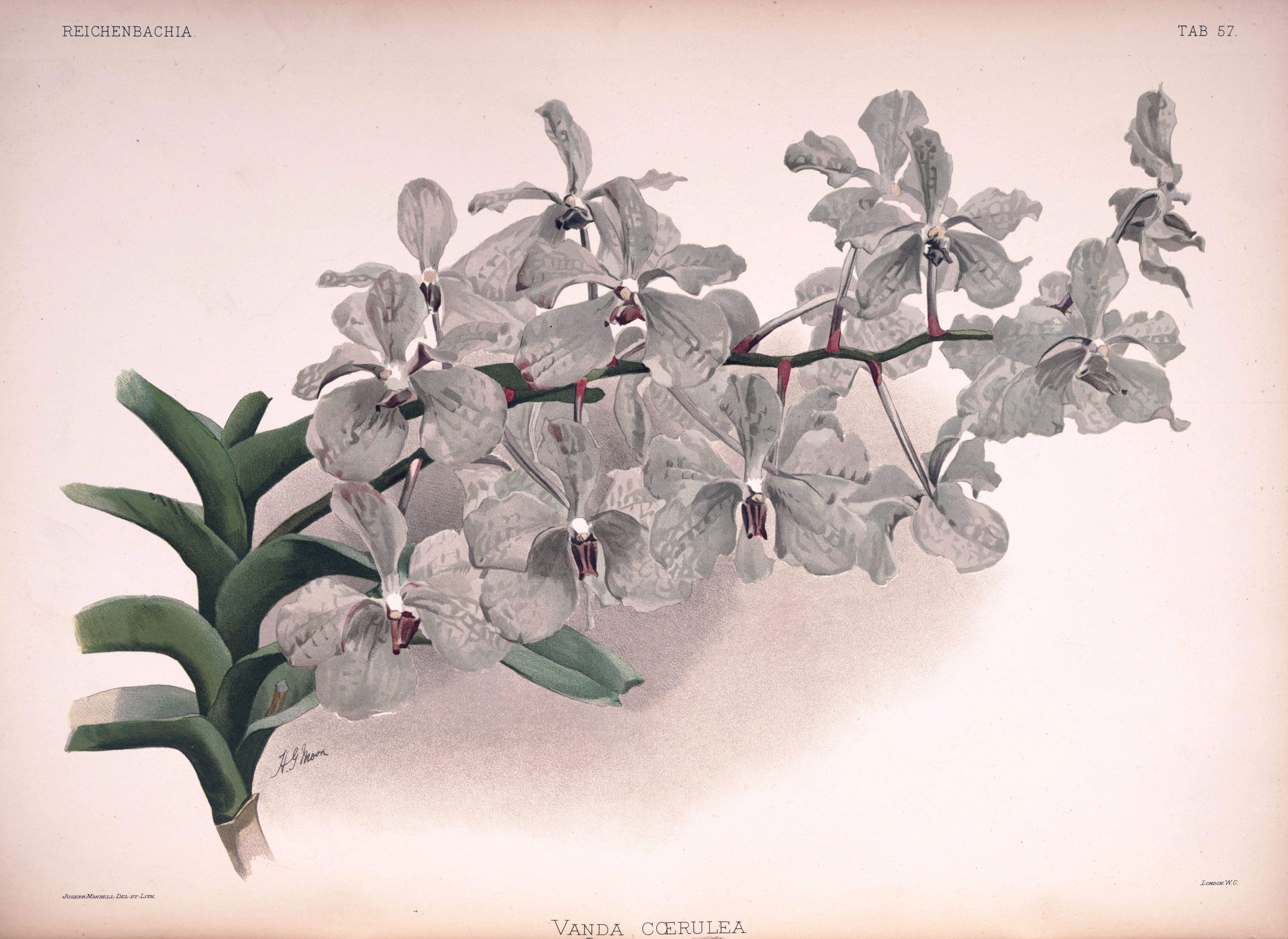
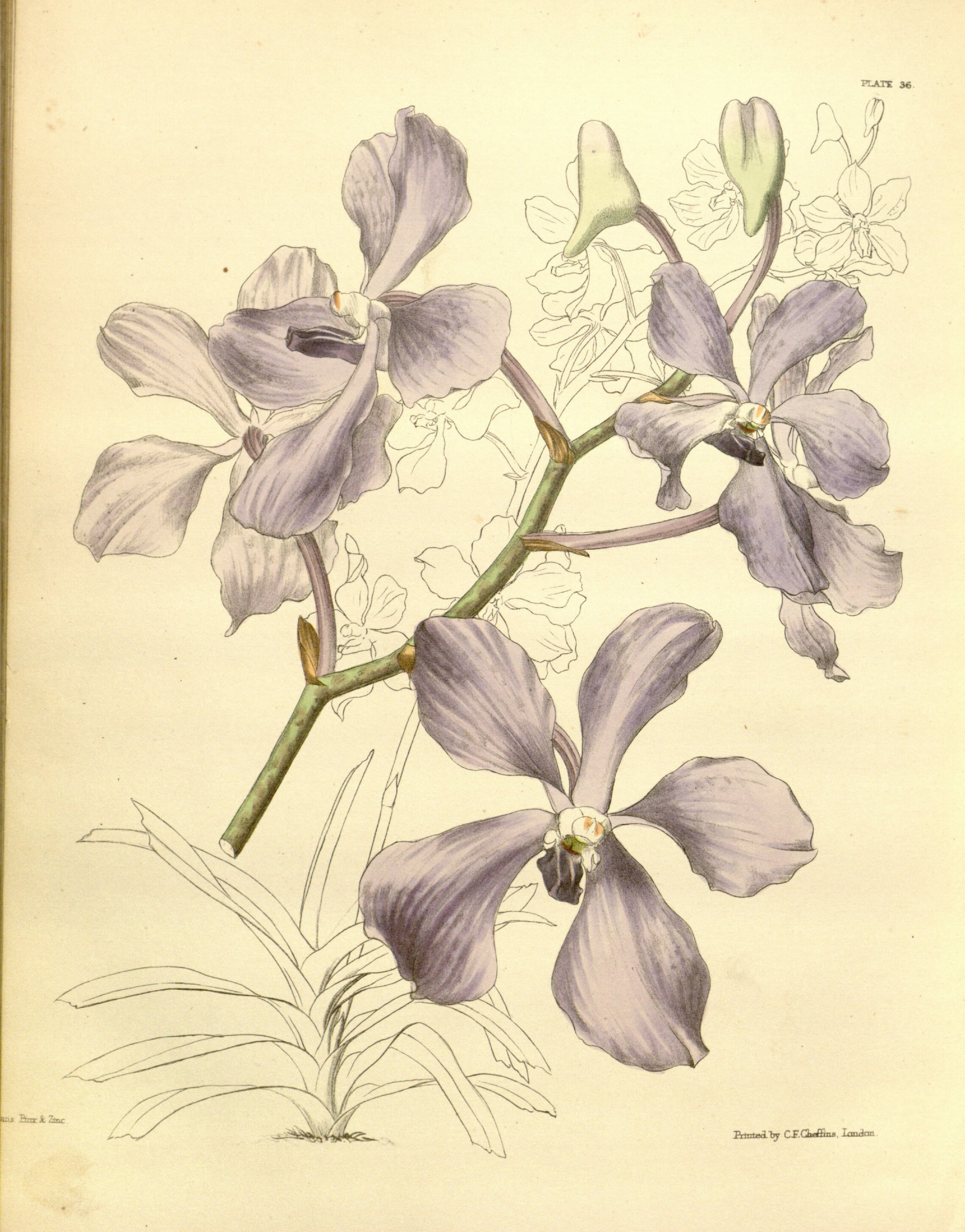
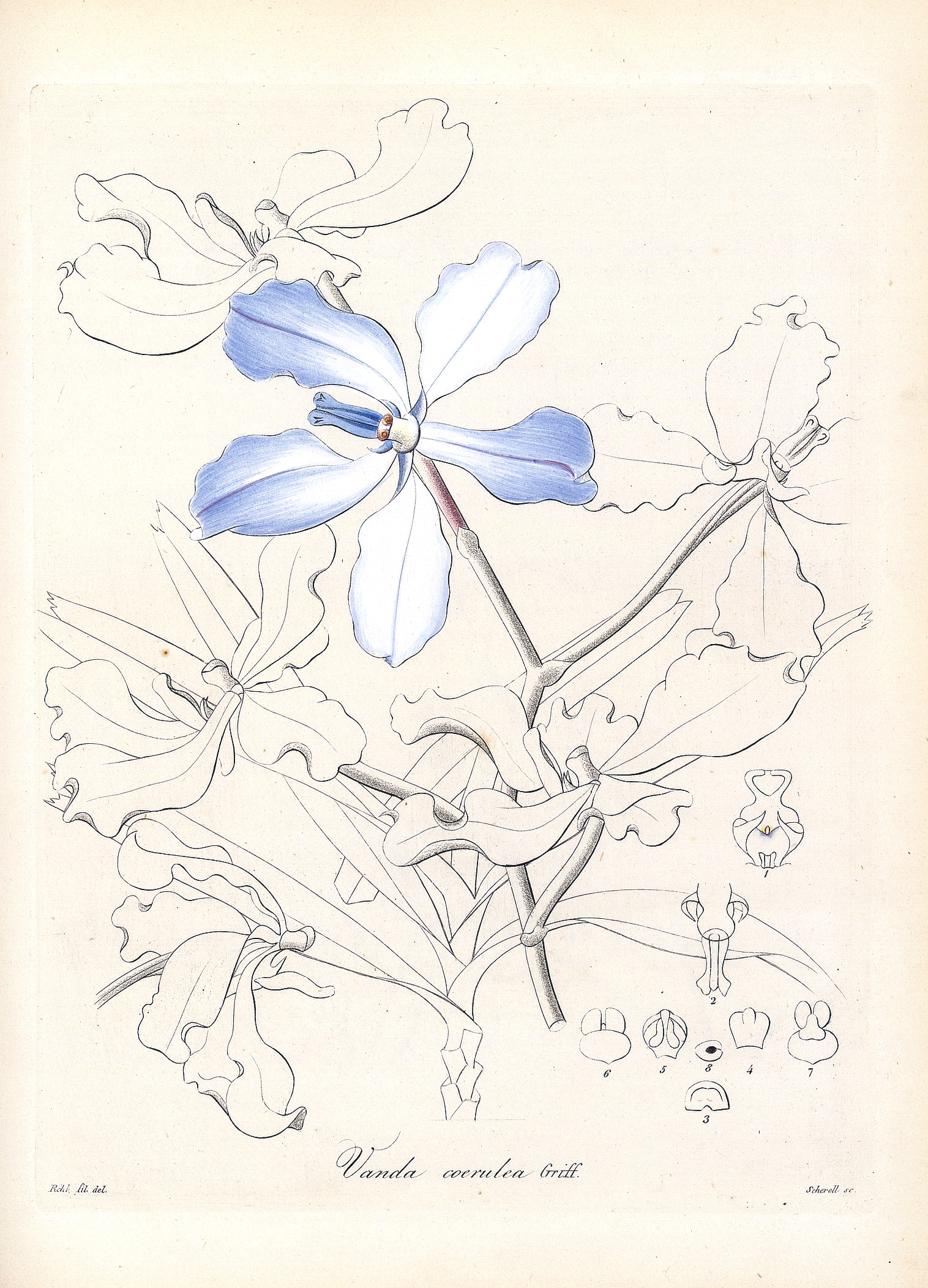